# Petra Bonfert-Taylor
Petra Bonfert-Taylor () é uma matemática alemã, conhecida por sua pesquisa em análise complexa e seu trabalho em desenvolvimento web para o Committee for Women in Mathematics da União Internacional de Matemática. É professora de engenharia e Diretora Associada de Diversidade e Inclusão na Thayer School of Engineering no Dartmouth College em Hanover, Nova Hampshire.

## Formação, carreira e reconhecimento
Bonfert-Taylor nasceu, cresceu e frequentou a escola em Berlim, Alemanha. Obteve o bacharelado e mestrado em matemática e ciência da computação pela Universidade Técnica de Berlim, onde também obteve um doutorado (summa cum laude) em matemática em 1996, orientada por Christian Pommerenke. Foi membro do corpo docente da Universidade Wesleyan em Middletown, Connecticut Middletown, de 1999 a 2015. Ingressou no corpo docente de Dartmouth em 2015.
Bonfert-Taylor ajudou a desenvolver a página da Internet da União Internacional de Matemática (IMU) e atua no IMU's Committee for Women in Mathematics, cujo objetivo é "promover contatos internacionais entre organizações nacionais e regionais de mulheres em ciências matemáticas".
Em 2018 foi nomeada New Hampshire High Tech Council's Tech Teacher of the Year. Em 2019 Bonfert-Taylor e Rémi Sharrock do Institut Mines-Télécom da França ganharam o Prêmio edX por Contribuições Excepcionais em Aprendizagem e Ensino Online por seu programa de Certificação Profissional em Programação C com Linux.
Bonfert-Taylor foi eleita fellow da Association for Women in Mathematics na classe de 2020 "por seu trabalho como ligação nos Estados Unidos e na criação e gerenciamento da web para o Comitê de Mulheres na Matemática da IMU; pelo desenvolvimento e estudo de programas de inclusão em STEM; e por se tornar um exemplo de ampliação dos interesses de pesquisa, ao agregar a pesquisa em imagens médicas ao trabalho em análise complexa."